# Samuel Axe
Samuel Axe fue un corsario inglés al servicio de los holandeses a principios del siglo XVII.
Sirvió junto con las fuerzas inglesas en los Países Bajos durante la Guerra de Independencia Holandesa. Axe viajó a la colonia de la Compañía de la Isla de Providencia (actual Isla de Providencia, Colombia) donde ayudó en la construcción de su fortaleza central en 1629. Sin embargo, después de un desacuerdo con el pirata Daniel Elfrith (posiblemente por la captura de esclavistas españoles y portugueses a principios de la década de 1630), Axe abandonó la isla con los piratas Abraham Blauvelt y Sussex Camock y navegó hacia Mosquitia en 1633.
En 1635, aceptó una patente de corso holandesas a pesar de estar empleado por la compañía inglesa de la Compañía de la Isla de Providencia entre 1636 a 1641, que fue cuando actuó como corsario para la compañía comercial inglesa.
Aunque regresó brevemente a Providence para ayudar en la defensa de la isla contra los ataques españoles de 1636. Axe tuvo una exitosa carrera de corsario capturando naves españoles con cargamentos que incluían oro, plata, joyas, índigo y cochinilla, que luego vendió cuando regresó a Inglaterra en mayo de 1640.
Tras la captura de la Isla de Providencia por parte de los españoles en 1641, se disolvió la Providence Island Company. Axe escapó a St. Kitts, donde participó más tarde en una expedición de corsarios bajo el mando del capitán William Jackson a las Indias Occidentales entre 1642 a 1645, en la que los corsarios lograron capturar la isla de Jamaica .

## Otras lecturas
- Kupperman, Karen Ordahl. Providence Island, 1630-1641: La otra colonia puritana . Cambridge: Prensa de la Universidad de Cambridge, 1993.ISBN 978-0-521-55835-8
- Rogozinski, Jan Pirates !: Bandoleros, bucaneros y corsarios en realidad, ficción y leyenda . Nueva York: Da Capo Press, 1996.ISBN 978-0-306-80722-0